# Apterostigma collare
Apterostigma collare é uma espécie de inseto do gênero Apterostigma, pertencente à família Formicidae.